# Кирилл и Мефодий

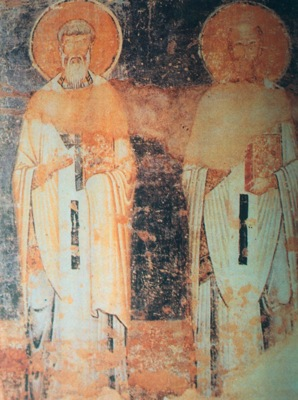
Святые Кирилл и Мефодий. Фреска собора Святой Софии в Охриде (Македония) (около 1045 года)

Кири́лл (до схимы Константи́н, прозвище «Фило́соф», 827—869, Рим) и Мефо́дий (815—885, Моравия) — святые православной и католической церквей, братья-миссионеры и монахи, происходящие из города Салоники (в славянской традиции Солунь), создатели старославянской азбуки и церковнославянского языка, проповедники христианства.
Канонизированы и почитаются как святые и на Востоке (в Восточных церквях), и на Западе. В славянском православии почитаются как святые равноапостольные «учи́тели слове́нские». Принятая очерёдность упоминания: общепринятая — сначала Кирилл, а потом Мефодий; в православной богослужебной литературе обычно (но не в тропаре святым) — в обратном порядке (вероятно потому, что Мефодий имел сан епископа).

## Происхождение

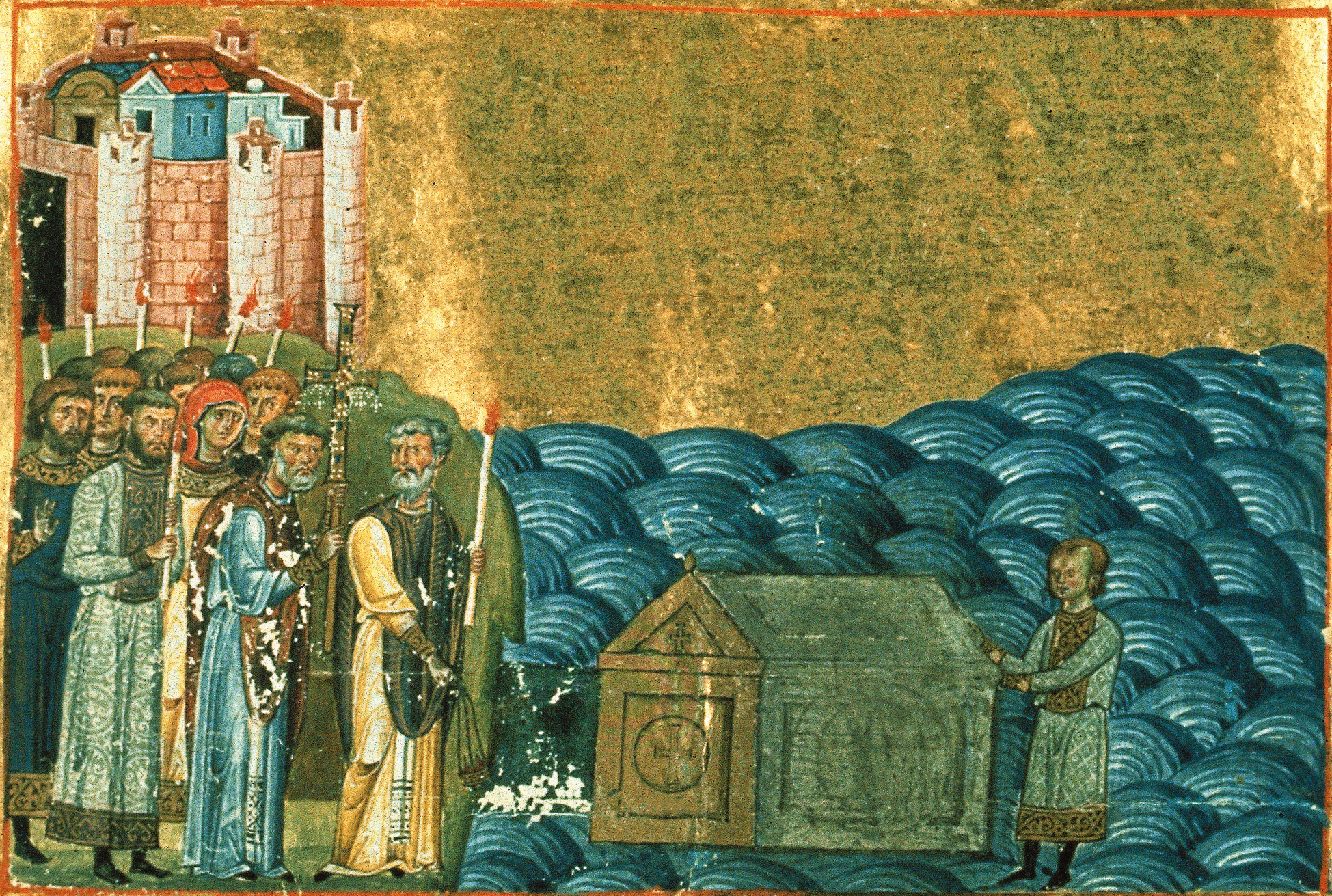
Древнейшие предполагаемые изображения Кирилла и Мефодия

Кирилл и Мефодий родились в византийском городе Фессалоники (Салоники, славянск. «Солунь»). Их отец по имени Лев, «хорошего рода и богатый», был друнгарием, то есть офицером, при стратеге (военном и гражданском губернаторе) фемы Фессалоники. Дед — непонятно, по отцу или по матери — был крупным вельможей в Константинополе, но потом, видимо, впал в немилость и окончил свои дни в безвестности в Фессалониках. «Житие Кирилла» приводит слова самого святого: «Дѣдъ имѣхъ велии и славенъ зѣло, иже близъ цесаря сѣдяше, и даную ему славу волею отвергъ, изгнанъ бысть, и страну ину землю дошедъ, обнища. И ту мя роди». В семье было семь сыновей; Мефодий (исследователям не известно, было ли это имя крещальным или дано при постриге) — старший, а Константин (Кирилл) — младший из них.
Точно установить этническую принадлежность Кирилла и Мефодия в многонациональной Византии практически невозможно; вопрос остаётся дискуссионным. По одной из версий, равноапостольные братья были греками. В XIX веке учёные (Михаил Погодин, Герменегильд Иречек) отстаивали их славянские корни, основываясь на прекрасном владении ими славянским языком, что сегодня считается недостаточным доказательством. Болгарская традиция называет братьев болгарами (к которым до XX в. причислялись и македонские славяне), опираясь, в частности, на проложное «Житие Кирилла» в поздней редакции, где сказано, что он «родом съи блъгаринь от солоуна града»; эту идею поддерживают многие современные болгарские учёные.
В словах «Пространного Жития святого Константина-Кирилла» об отце Кирилла и Мефодия («Β граде Солуни жил некий человек, хорошего рода и богатый, по имени Лев, имевший сан друнгария в подчинении y стратига») иногда усматривают указание, что братья унаследовали от отца знатное византийское происхождение, которое вряд ли могло быть славянским.
В «Успении Кирилла» (по Б. Н. Флоре, прототип создан между 1050 и 1500 годами, скорее всего в XIII веке) и в одной из поздних редакций «Проложного Жития Кирилла» (примерно 80 рукописей которого датируются XIV—XIX веками, что «не позволяет придавать свидетельству Успения серьёзного значения»), указывается, что Кирилл был по происхождению болгарином. В последнем из этих источников сказано: «свѧтыи куриль философь родом съи блъгаринь от солѹна града».
Современная событиям «Historia conversionis Carantanorum et de s. Methodio testimonium querulum», или «Обращение баваров и хорутан» в 12-й главе называет Мефодия греком: «пока не явился какой-то грек, именем Мефодий, со вновь изобретенными славянскими письменами, который в своей высокомерной мудрости вытеснив латинский язык, римское учете и древнеобычные латинские буквы, сделал для части населения той страны ненавистным обедни, евангелие и церковные службы тех, которые служили по латыни. Этого не мог вынести Рихбальд и возвратился к зальцбургскому престолу».
В богемской легенде о княгине Людмиле говорилось о знании Кириллом греческого языка и латыни: «sanctus Cyrillus, graecis et latinis apicibus sufficientissime instructus».
Бильбасов («Кирилл и Мефодий по документальным источникам. Критика документов. Римские папы и славянские первоучители») делал вывод, что «Вопрос о том, были ли Константин и Мефодий Славянами, останется в науке надолго, если не навсегда, предметом более или менее вероятных догадок. Из рассмотрения письменных источников следует, впрочем, заключить, что они не были Славяне; далее этого отрицательного вывода идти нельзя».
Д. И. Иловайский пишет: «Константин и Мефодий были родом, очевидно, Греки, и первоначально знакомились с славянским языком, конечно, благодаря соседству болгарских поселений с Солунью, или вероятному присутствию болгарского элемента в самом городе. Но едва ли они владели этим языком вполне. Особенно последнее можно сказать о Константине, который еще во времена отрочества был взят в Константинополе, где и получил свое образование. Мефодий, вероятно, долее оставался на родине и ближе ознакомился с языком болгарским. Недаром же в одном древнем прологе сказано, что Кирилл упросил брата Мефодия сопутствовать ему в Хазарию, зане умняше язык словенск».
Колумбийская энциклопедия (6-е издание) в соответствующей статье называет братьев Кирилла и Мефодия греками. То же сообщает 15-е издание Британской энциклопедии в статье о главных алфавитах мира.
Тамаш Нотари писал: «поскольку их родная страна была населена в основном славянами, которые там обосновались, то овладели, помимо родного языка, греческим, также и славянским».
О славянском происхождении братьев сообщает ряд менее авторитетных англоязычных источников.
Другие исследователи пишут о возможном смешанном греко-славянском происхождении, причём усматривают в отце Константина и Мефодия представителя греческой знати византийского города Фессалоники, а в матери — возможную славянку.
Некоторые авторы пишут о возможном либо полностью славянском, либо смешанном греко-славянском происхождении братьев.
Другие авторы ограничиваются тем, что отмечают факт наличия разногласий среди учёных по поводу этнической принадлежности Кирилла и Мефодия, отмечая владение славянским диалектом, которым они пользовались в Македонии.
Среди авторов российского происхождения и болгарских учёных доминирует точка зрения, что братья были скорее всего славянами. Подобного мнения придерживается ряд других учёных постсоветского происхождения.
Город Фессалоники (Солунь) был двуязычным. Кроме греческого языка, там звучал славянский солунский диалект, на котором говорили окружающие Фессалоники племена — драговиты, сагудаты, ваюниты, смоляне — и который, по исследованиям современных лингвистов, лёг в основу языка переводов Кирилла и Мефодия, а с ними и всего церковнославянского языка. Анализ переводов Кирилла и Мефодия показывает, что они владели славянским языком как родным. Последнее делает вероятным, но не доказывает их славянское происхождение и не особо отличает их от других жителей: так, «Житие Мефодия» приписывает императору Михаилу III следующие слова, обращённые к святым: «вы бо ѥста селѹнѧнина, да селѹнѧне вьси чисто словѣньскы бесѣдѹютъ».

## Годы учёбы и учительства

Византийская империя в годы жизни Кирилла и Мефодия

Братья получили прекрасное образование. Мефодий, пользуясь поддержкой друга и покровителя семьи, великого логофета евнуха Феоктиста, сделал военно-административную карьеру, увенчавшуюся постом стратига Славинии — византийской провинции, расположенной на территории Македонии. Затем он постригся в монахи.

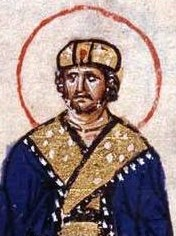
Византийский император Михаил III

Кирилл, в отличие от брата, изначально пошёл по духовно-учёной стезе. Согласно «Житию», составленному в кругу его непосредственных учеников, с самого начала своего учения в Фессалониках он поражал окружающих своими способностями и памятью. Однажды в юности он во время охоты потерял любимого ястреба, и это произвело на него такое впечатление, что он забросил все забавы и, нарисовав на стене своей комнаты крест, углубился в изучение трудов Григория Богослова, которому сложил особую стихотворную похвалу. По протекции логофета Феоктиста он направился в Константинополь, где, согласно житию, обучался вместе с императором (малолетний Михаил был гораздо моложе Константина; возможно, на самом деле тот должен был помогать в обучении императора-ребёнка). В числе его учителей указываются крупнейшие учёные того времени, среди которых будущий патриарх Фотий I и Лев Математик. По утверждению автора «Жития», в три месяца юноша обучился «Гомеру и геометрии, и y Льва и y Фотия диалектике и всем философским наукам вдобавок: и риторике, и арифметике, и астрономии, и музыке, и всем прочим эллинским искусствам». Впоследствии овладел арамейским языком и ивритом. По окончании учения он отказался начать весьма перспективную светскую карьеру заключением выгодного брака с крестницей логофета (вместе с которым была для начала обещана и «архонтия», то есть управление какой-нибудь из полуавтономных славянских областей Македонии, а в дальнейшей перспективе и пост стратига), и поэтому был направлен по пути церковного служения (так как Константину в то время было всего 15 лет, он должен был пройти ещё несколько предварительных ступеней в церковной иерархии, прежде чем стать священником) и поступил на службу в качестве, по выражению жития, «книгчии у патриарха въ святѣи Софии». Под «чтецом патриарха» (патриархом был Фотий, учитель Константина) может пониматься хартофилакс (начальник канцелярии патриарха, буквально — «хранитель архива»), а может библиофилакс — патриарший библиотекарь; Б. Н. Флоря отдаёт предпочтение второму варианту, так как молодой дьякон не имел никакого административного опыта для столь ответственной должности, как секретарь патриарха. Однако, в какой-то момент он неожиданно бросил свой пост и скрылся в монастыре. Спустя 6 месяцев его отыскали посланцы патриарха и упросили вернуться в Константинополь, где он стал преподавать философию в том же Магнаврском университете, где недавно учился сам (с тех пор за ним и укрепилось прозвище Константин Философ). Если верить Житию Константина, то он победил в диспуте знаменитого вождя иконоборцев, бывшего патриарха Иоанна Грамматика (в Житии фигурирует под презрительной кличкой «Анний»); однако современные исследователи практически единодушно считают этот эпизод вымышленным.
В 851 году Кирилл отправился с миссией от императора ко двору сарацинского халифа, то есть аббасидского халифа Мутаваккиля.
В 856 году логофет Феоктист, покровитель Константина, был убит. Константин со своими учениками Климентом, Наумом и Ангеларием пришёл в монастырь Полихрон на горе Малый Олимп, где был настоятелем его брат Мефодий. В этом монастыре вокруг Константина и Мефодия сложилась группа единомышленников; там же зародилась и мысль о создании славянской азбуки.

## Хазарская миссия
В 860 году Кирилл был направлен с миссионерскими целями ко двору хазарского кагана. Согласно «Житию», посольство было направлено в ответ на просьбу, обещавшего, если его убедят, принять христианство. Во время пребывания в Корсуни Константин, готовясь к полемике, изучил еврейский язык, самаритянское письмо, а наряду с ними — «русьское» письмо и язык с помощью приобретённых Евангелия и Псалтири на этом языке и общения с его носителем (полагают, что в «Житии» описка и вместо «русьские» письмена следует читать «сурьские», то есть сирийские; существует ряд других прочтений и толкований термина). Диспут Константина с мусульманским кадием и еврейским раввином, состоявшийся в присутствии кагана, согласно «Житию», завершился победой Константина, однако каган веру не поменял. Арабские источники и письмо Иосифа дают иную картину: раввин сумел столкнуть своих противников, поставить их в невыгодное положение и тем самым одержал победу над обоими, убедив кагана в истинности и благородстве своей веры, а Константин вернулся ни с чем. В 862 году Кирилл и Мефодий вернулись в Константинополь.

## Обретение мощей святого Климента, папы Римского

Обретение Кириллом и Мефодием мощей св. Климента. Миниатюра из Менология императора Василия II, XI в

В январе 861 года, по пути в Хазарию, во время пребывания в Херсонесе Таврическом, который в то время был частью Византийской империи, братья обрели мощи папы Климента, сосланного по легенде в Херсонес и там утопленного. Мощи были получены на полузатопленном островке, как полагают, в нынешней Казачьей бухте Севастополя. Однако древняя церковная традиция ничего не знает о пребывании папы Климента в Херсонесе, и, по некоторым предположениям, с папой Римским был отождествлён некий местночтимый святой того же имени, погребённый на полузатопленном островке.
Константин-Кирилл сыграл ведущую роль в этом событии, которое впоследствии сам описал в «Слове на обретение мощей Климента, папы Римского», дошедшем в славянском переводе. Обретение происходило с участием высокопоставленных представителей константинопольского духовенства и местного епископа. Е. В. Уханова полагает, что как обретение мощей, так и последующий перенос их Константином-Кириллом в Рим (см. ниже) были не только актами благочестия, но и политическими актами Константинопольского двора, направленными на примирение Константинополя с римским престолом в два момента, когда это казалось возможным: при избрании патриархом Фотия (до его известного разрыва с папой Николаем I) и после смещения Фотия новым императором Василием Македонянином.

## Моравская миссия

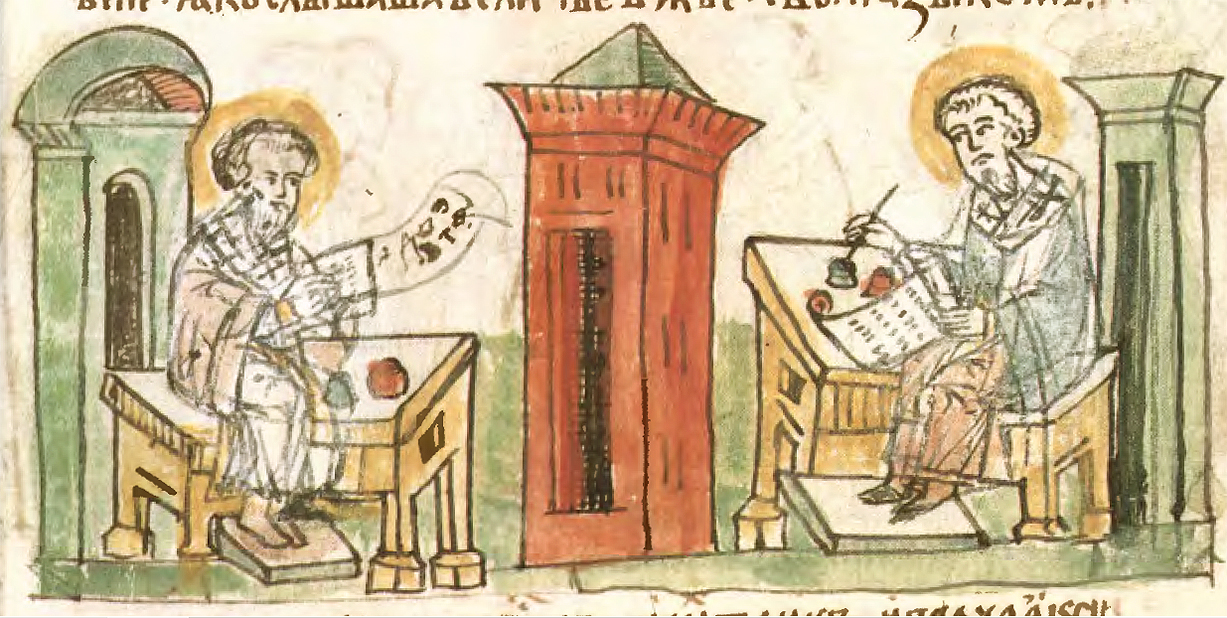
Святые Кирилл и Мефодий. Миниатюра из Радзивилловской летописи, XV век

В 862 (или в 863) году в Константинополь явились послы от великоморавского князя Ростислава. Послы просили прислать «епископа и учителя», который бы им «въ свои языкъ истую вѣру съказалъ». По мнению современных учёных, посольство было связано с попыткой Ростислава противопоставить себя Восточно-Франкскому королевству и избавиться от давления немецких епископов (именно епископов Баварии во главе с архиепископом Зальцбурга, которому в церковном отношении была подчинена Великая Моравия). Предполагалось даже, что посольство имело целью заключить с Византией союз против болгарского хана Бориса и Людовика Немецкого, но эта гипотеза не получила общего признания. В связи с такой просьбой, по словам «Жития Мефодия», император призвал Константина и обратился к нему с такой речью:

Слышишь ли, Философ, речь сию? Никто другой не может сделать этого, кроме тебя. Так на тебе дары многие, и, взяв брата своего игумена Мефодия, ступай же. Ведь вы с ним солуняне, а солуняне все чисто по-славянски говорят".Оригинальный текст (ст.-слав.)«Слышиши ли, философе, рѣчь сию? Инъ сего да не можеть сътворити развѣ тебе. Тѣ на ти дари мнози, и, поимъ братъ свой игуменъ Мефедии, иди же. Вы бо еста селунянина, да селуняне вьси чисто словѣньскы бесѣдуютъ.
Согласно «Житию Кирилла», этот разговор происходил перед собранием вельмож и с участием кесаря Варды, который фактически правил за своего легкомысленного племянника-императора.
Отъехав в Великую Моравию, Константин-Кирилл с помощью брата Мефодия и учеников составил славянскую азбуку и перевёл на болгарский язык с греческого основные богослужебные книги: Евангелие, Апостол и Псалтырь, а также Октоих. О времени изобретения славянской азбуки свидетельствует сказание болгарского монаха Черноризца Храбра, современника царя Симеона, «О письменах». Он пишет:

Если же спросишь славянских грамотеев, говоря: «Кто вам письмена создал или книги перевёл?», то все знают и, отвечая, говорят: «Святой Константин Философ, названный Кириллом, — он нам письмена создал и книги перевёл, и Мефодий, брат его. Поскольку ещё живы, видевшие их». И если спросишь: «в какое время?», то знают и говорят: «Во время Михаила, царя греческого, и Бориса, князя болгарского, и Ростислава, князя моравского, и Коцела, князя блатенского, в год от сотворения всего мира 6363».Оригинальный текст (ст.-слав.)Аще ли въпросиши словѣньскыя боукаря, глаголя: „Къто вы письмена сътворилъ есть, или кънигы прѣложилъ?“ — То вьси вѣдятъ и отъвѣщавъше рекутъ: „Святыи Костанътинъ Философъ, нарицаемыи Кѵрилъ, тъ намъ письмена сътвори и кънигы прѣложи, и Меѳодие, братъ его. Суть бо еще живи иже суть видѣли ихъ“. И аще вопросиши: „в кое время?“ то ведят и рекут: „яко въ врѣмена Михаила, цѣсаря грьчьска, и Бориса, къняза блъгарьска, и Растица къняза моравьска, и Коцеля къняза блатьньска въ лѣто же отъ съзъданья вьсего мира 6363“
Таким образом, создание славянской азбуки можно отнести к 863 году по Рождестве Христовом, согласно Александрийскому летосчислению, употреблявшемуся в то время болгарскими летописцами.
Специалисты до сих пор не пришли к единому мнению, автором какой именно из двух славянских азбук — глаголицы или кириллицы — является Константин. Черноризец Храбр, однако, упоминает о наличии в алфавите Кирилла 38-и знаков, что указывает на глаголицу.
В Моравии Константин и Мефодий продолжали переводить церковные книги с греческого на славянский язык, обучали славян (в том числе жителей Закарпатья) чтению, письму и ведению богослужения на славянском языке. Братья пробыли в Моравии более трёх лет (по «Житию Константина» — 40 месяцев). Моравская миссия также подготовила крещение Болгарии (864).
Ко времени прибытия в Великую Моравию Кирилла и Мефодия у мораван уже была своя моравская христианская терминология, сохранившаяся в старославянском языке в виде моравизмов.

## Римская поездка

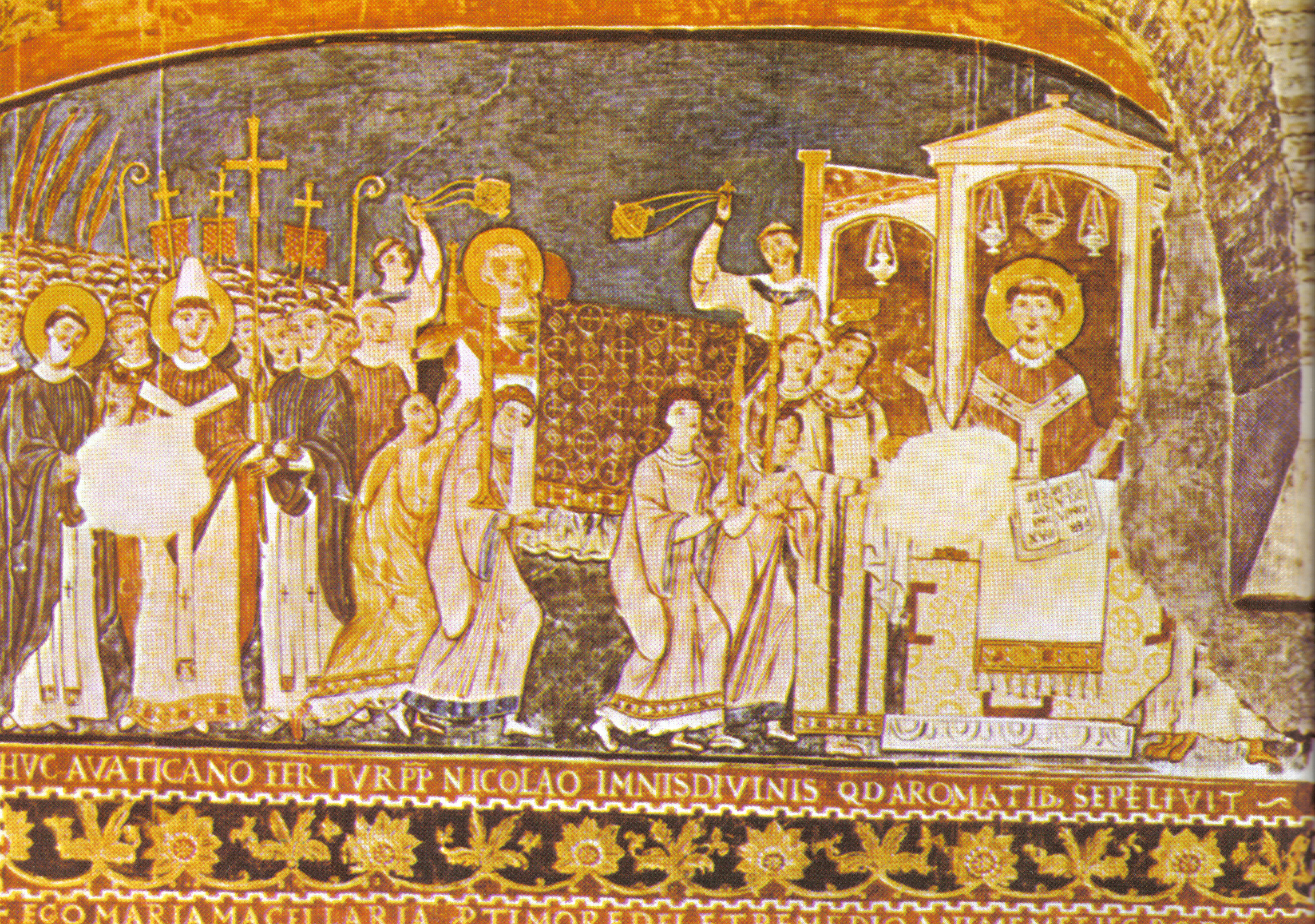
Святые Константин и Мефодий вносят мощи св. Климента в Рим. Фреска XI в. из Базилики Св. Климента

В 867 году братья были вызваны в Рим. Среди части богословов Западной церкви сложилась точка зрения, что хвала Богу может воздаваться только на трёх языках, на которых была сделана надпись на Кресте Господнем: еврейском, греческом и латинском. Поэтому Кирилл и Мефодий, проповедовавшие христианство в Моравии, были восприняты как еретики и вызваны в Рим. Там они надеялись найти поддержку в борьбе против немецкого духовенства, не желавшего сдавать свои позиции в Моравии и препятствовавшего распространению славянской письменности. По дороге в Рим они посетили ещё одну славянскую страну — Паннонию, где находилось Блатенское княжество. Здесь, в Блатнограде, по поручению князя Коцела братья обучали славян книжному делу и богослужению на славянском языке.
Прибыв в Рим в начале 868 года, Кирилл и Мефодий нашли здесь нового папу, Адриана II. Братья передали ему мощи святого Климента, и тот утвердил богослужение на славянском языке (глаголический обряд), и переведённые книги приказал положить в римских церквях. По велению папы Формоз (епископ Порто) и Гаудерик (епископ Веллетри) посвятили в священники трёх братьев, путешествовавших с Константином и Мефодием, а последний был рукоположён в епископский сан.

## Смерть Кирилла
В Риме Константин тяжело заболел, в начале февраля 869 года окончательно слёг, принял схиму и новое монашеское имя Кирилл, а 14 февраля скончался. Он был похоронен в Риме в церкви Святого Климента. 

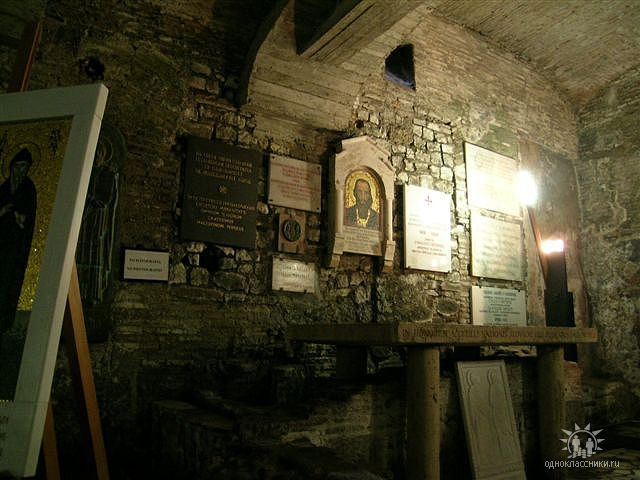
Предполагаемая гробница Св. Кирилла в церкви Св. Климента

 Перед смертью, опасаясь, что Мефодий вернётся в монастырь на Олимп, сказал брату: 

«Вот, брат, были мы с тобой как два вола в упряжи, пахали одну борозду, и я y леса <, дойдя борозду,> падаю, свой день окончив. A ты хоть и очень любишь гору, но не моги ради горы оставить учительство своё, ибо чем иным можешь ты лучше достичь спасения?»
Оригинальный текст (ст.-слав.)«Се, брате, вѣ супруга бяховѣ, едину бразду тяжаща, и азъ на лѣсѣ падаю, свои дьнь съконьчавъ. А ты любиши гору вельми, то не мози горы ради оставити учения своего, паче бо можеши кымь спасенъ быти».
Папа Адриан II рукоположил Мефодия в сан архиепископа Моравии и Паннонии.

## Возвращение Мефодия в Паннонию
В 870 году Мефодий с учениками, получившими сан священников, вернулся в Паннонию, а позже — в Великую Моравию.

Св. Кирилл. Фреска в базилике Святого Климента в Риме. IX век

К этому времени обстановка в Великой Моравии резко изменилась. После того, как Ростислав потерпел поражение от Людовика Немецкого и в 870 году умер в баварской тюрьме, моравским князем стал его племянник Святополк, попавший под немецкое политическое влияние. Деятельность Мефодия и его учеников протекала в очень сложных условиях. Латинско-немецкое духовенство всячески мешало распространению славянского языка как языка церкви.
В 872 году Мефодий на три года попал в заключение в монастыре Райхенау. Узнав об этом, папа Иоанн VIII запретил немецким епископам совершать литургию, пока Мефодий не будет освобождён. Впрочем, он же запретил богослужение на славянском языке, разрешив только проповеди. В 874 году Мефодий был восстановлен в правах архиепископа и, несмотря на запрещение, продолжал богослужение на славянском языке, крестил чешского князя Борживоя I и его супругу Людмилу. В 879 году немецкие епископы организовали против него новый процесс, но Мефодий блестяще оправдался в Риме и даже получил папскую буллу, разрешающую богослужение на славянском языке.
В 881 году Мефодий по приглашению императора Василия I Македонянина приехал в Константинополь, где провёл три года, после чего вместе с учениками вернулся в Великую Моравию (Велеград). С помощью трёх учеников он перевёл на славянский язык Ветхий Завет и святоотеческие книги.
В 885 году Мефодий тяжело заболел. Перед смертью он назначил своим преемником ученика Горазда. 4 апреля, в Вербное воскресенье, он попросил отнести себя в храм, где прочитал проповедь. В тот же день он скончался. Отпевание происходило на трёх языках — славянском, греческом и латинском.

## После смерти
После смерти Мефодия его противникам удалось добиться запрещения славянской письменности в Моравии. Многие ученики были казнены, некоторые перебрались в Болгарию (Горазд Охридский и Климент Охридский) и Хорватию.
В Болгарии и впоследствии в Хорватии, Сербии и Киевской Руси славянская азбука получила широкое распространение. В некоторых регионах Хорватии до середины XX века литургия латинского обряда служилась на славянском языке. Поскольку богослужебные книги писались на глаголице, этот обряд получил название глаголического.
Папа Адриан II писал в Прагу князю Ростиславу, что если кто станет презрительно относиться к книгам, писанным по-славянски, то пусть он будет отлучён и отдан под суд Церкви, ибо такие люди «суть волки». А папа Иоанн VIII в 880 году писал князю Святополку, приказывая, чтобы проповеди произносились по-славянски. В конце правления Святополка римский папа вследствие сложных отношений и смерти Мефодия запретил литургию на старославянском языке, позже папскими легатами были изгнаны ученики Мефодия.

## Ученики святых Кирилла и Мефодия
1. Константин Преславский
2. Горазд Охридский[60].
3. Климент Охридский[61][62][63]
4. Савва Охридский[64][65].
5. Наум Охридский[66].
6. Ангелярий Охридский[64][65].
7. Лаврентий[64][65].

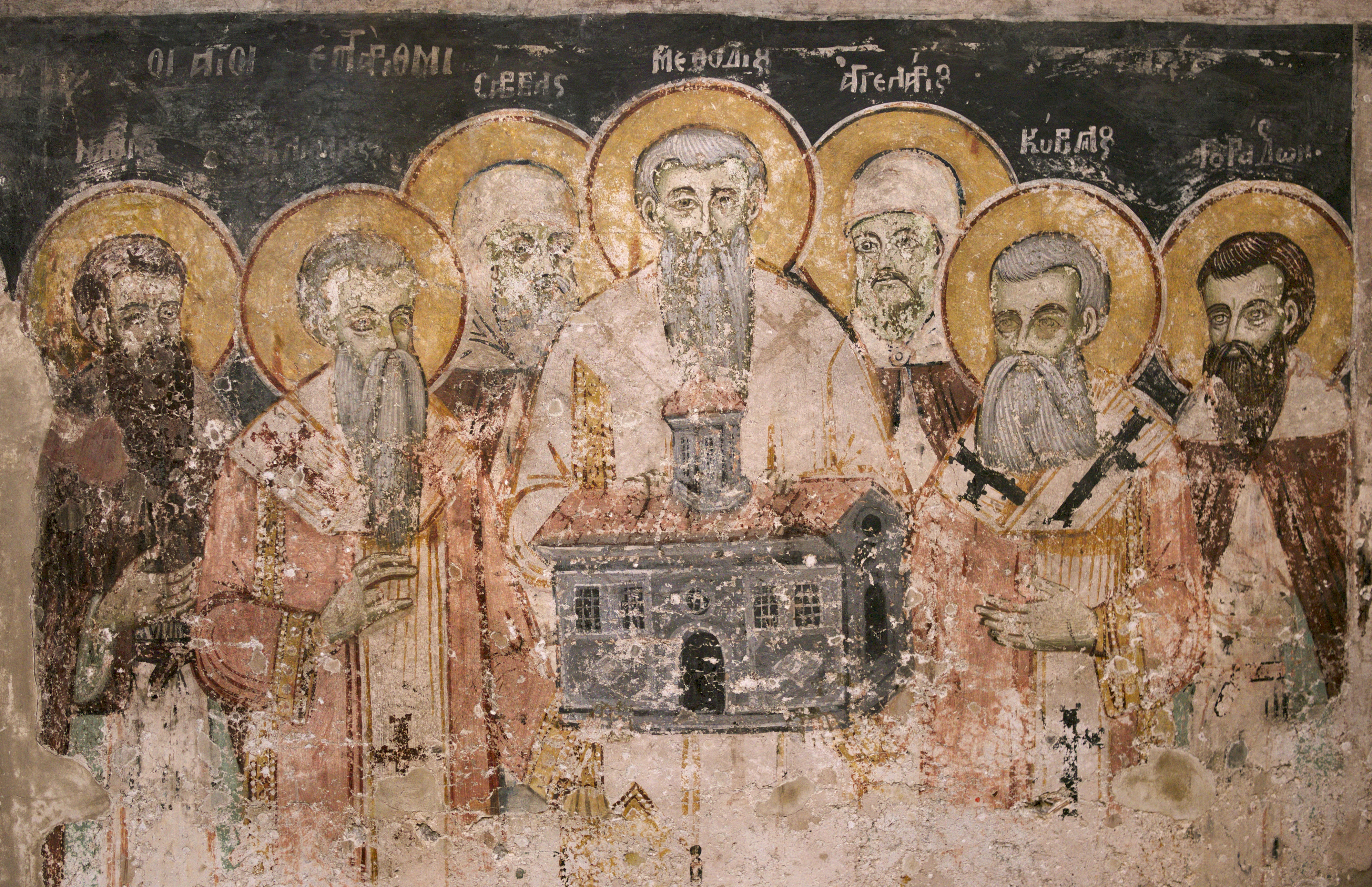
Святые Кирилл и Мефодий с учениками. Фреска монастыря «Святой Наум», ныне в Северной Македонии

Вышеупомянутые ученики почитаются на Балканах как святые-седмочисленники.

## Наследие
Кирилл и Мефодий разработали для записи текстов на славянском языке специальную азбуку — глаголицу. В настоящее время среди историков преобладает, но не общепризнана точка зрения В. А. Истрина, согласно которой кириллица была создана на основе греческого алфавита учеником святых братьев Климентом Охридским, о чём имеется упоминание и в его «Житии». Пользуясь созданной азбукой, братья выполнили перевод с греческого языка Священного Писания и ряда богослужебных книг.
Даже если кириллические начертания букв были разработаны Климентом, он опирался на работу по вычленению звуков славянского языка, проделанную Кириллом и Мефодием, а именно она и является главной частью процесса создания любой новой письменности. Современные учёные отмечают высокий уровень этой работы, давшей обозначения практически для всех научно выделяемых славянских звуков (фонем).
Иногда утверждается существование славянской письменности до Кирилла и Мефодия, с опорой на отрывок из жития Кирилла, в котором говорится про книги, написанные «русскими письменами»:

«И нашёл Философ здесь <в Корсуни> Евангелие и Псалтырь, написанные русскими письменами, и человека нашёл, говорящего той речью. И беседовал с ним и понял смысл языка, соотнося отличия гласных и согласных букв со своим языком. И вознося молитву к Богу, вскоре начал читать и говорить. И многие изумлялись тому, славя Бога».Оригинальный текст (ст.-слав.)«Обрѣте же ту Еваньгѣлье и Псалтырь, русьскы писмены писано, и чьловека обрѣтъ, глаголюща тою бесѣдою. И бесѣдовавъ с нимь и силу рѣчи приимъ, своеи бесѣдѣ прикладая различно писмена гласьная и съгласная. И къ Богу молитву держа, въскорѣ начатъ чисти и сказати. И мнозѣ ся ему дивляху, Бога хваляще».
Однако из отрывка не следует, что упоминаемый там «русский язык» является славянским; наоборот, тот факт, что овладение им Константином-Кириллом воспринимается как чудо, прямо свидетельствует о том, что это был язык не славянский. Во времена Кирилла и Мефодия и много позже славяне легко понимали друг друга и считали, что они говорят на едином славянском языке, с чем согласны и некоторые современные лингвисты, считающие, что о единстве праславянского языка можно говорить до XII века. Большинство исследователей полагает, что либо речь идёт о Евангелии на готском языке (идея, впервые высказанная Шафариком), либо в рукописи содержится ошибка и вместо «русьскими» следует считать «сурьскими», то есть «сирийскими». В подтверждение указывают, что автор делает особое различие между гласными и согласными буквами: в арамейском письме гласные звуки обозначаются надстрочными знаками. Показательно и то, что вообще весь фрагмент приводится в контексте рассказа об изучении Константином еврейского языка и самаритянского письма, которым он занялся в Корсуни, готовясь к диспуту в Хазарии. Митрополит Макарий (Булгаков) указывает также, что в том же житии не раз подчёркивается, что Константин был создателем славянских письмен и до него славянских письмен не было — то есть описанные «русьские» письмена сам автор жития не считает славянскими.

## Почитание

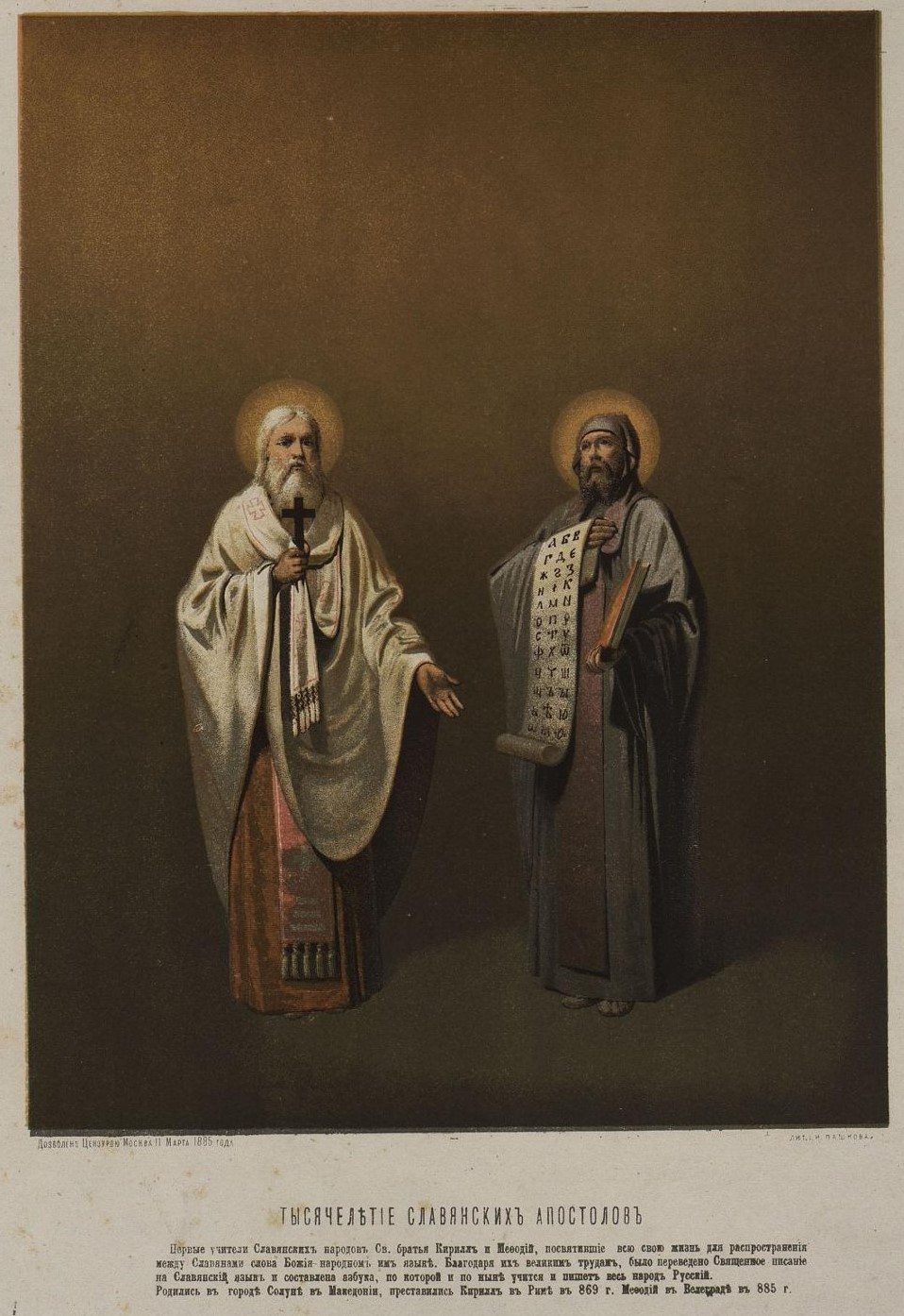
Тысячелетие славянских апостолов. Литография Пашкова, 1885 г.

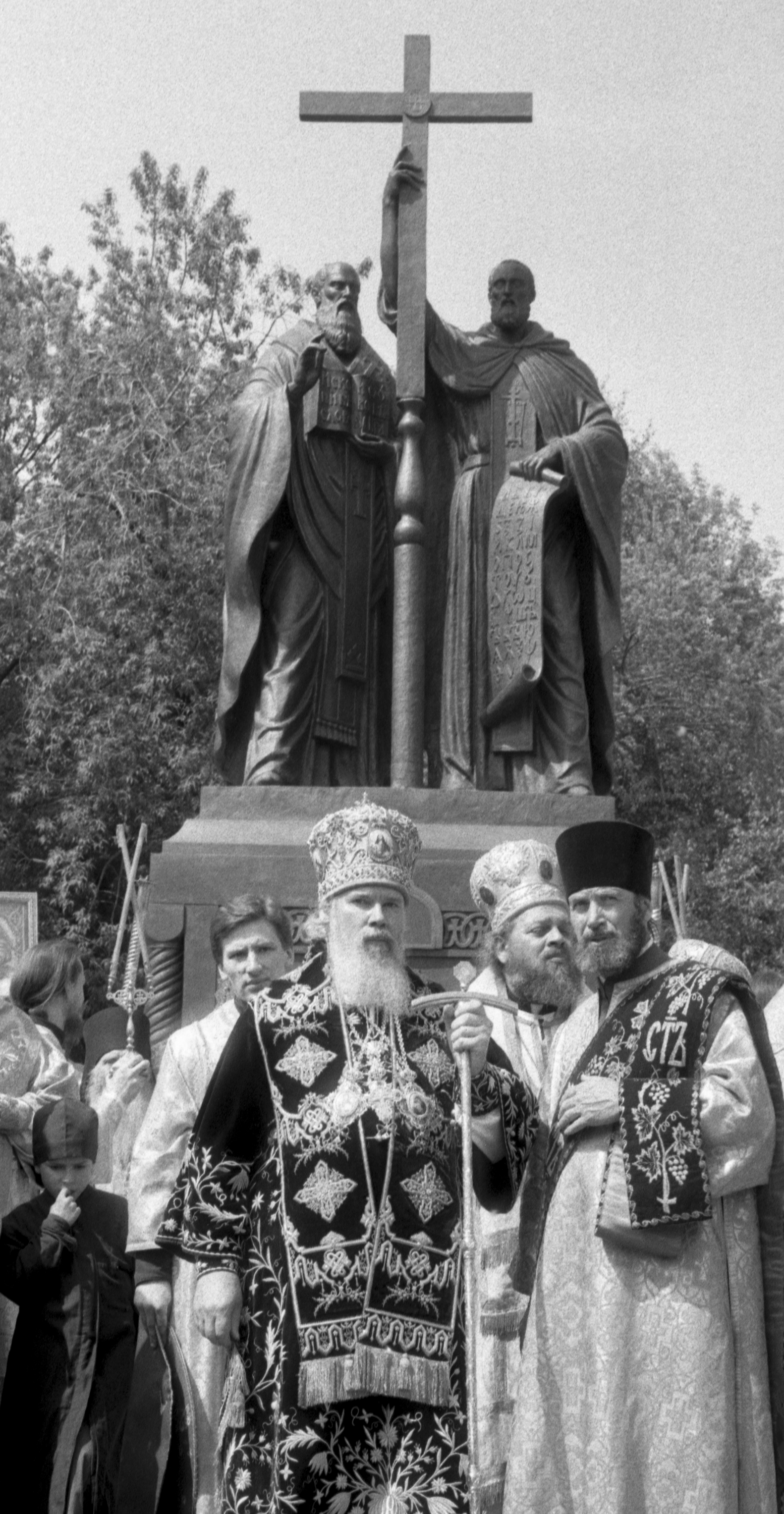
Патриарх Московский и всея Руси Алексий II открывает памятник Кириллу и Мефодию в Москве, 24 мая 1992 года, автор фото: Лев Медведев

Кирилл и Мефодий почитаются как святые и на Востоке, и на Западе.
В русском православии дни памяти Кирилла — 14 (27) февраля по новому стилю, Мефодия — 6 (19) апреля (дни преставления).
В католицизме день памяти святых — 14 февраля; ранее в Католической церкви память Кирилла и Мефодия праздновалась 5 июля.
Широкое почитание Кирилла и Мефодия начинается с середины XIX века, когда имена славянских первоучителей становятся символом самоопределения культур славянских народов. Впервые празднование дня памяти Кирилла и Мефодия было совершено болгарами 11 мая 1858 года в Пловдиве, причём греки в торжествах не участвовали. Празднование имело характер символического акта противостояния с греческим священноначалием Константинопольского патриархата, в подчинении которого тогда находились болгары в Османской империи.
Первые практические шаги к возобновлению церковного почитания славянских первоучителей предпринял епископ Смоленский Антоний (Амфитеатров), обратившийся летом 1861 года к обер-прокурору Синода с рапортом, в котором обращал внимание на то, что в Минеях под 11 мая отсутствует служба Кириллу и Мефодию, а в Месяцеслове для них нет ни тропаря, ни кондака. То есть в богослужебной практике Сербии, Болгарии и России — стран, использовавших богослужебные книги, напечатанные в России, славянским первоучителям не совершалась специальная служба. Такую службу необходимо было составить и ввести в богослужебное употребление. Начинание поддержал митрополит Филарет (Дроздов).
1863 год был объявлен Римскоюй церковью «годом славянского юбилея» с центром торжеств в Велеграде (Uherské Hradiště). Более века спустя папа Иоанн Павел II посвятил Кириллу и Мефодию энциклику Slavorum Apostoli (Апостолы славян).
В 1863 году российским Святейшим синодом было установлено празднование обоим святым ежегодно 11 мая по юлианскому календарю «в память совершения тысячелетия от первоначального освящения нашего отечественного языка Евангелием и верою Христовою»; причина для выбора даты в синодальном решении не пояснялась. Профессор Московского университета Иван Дм. Беляев в 1862 году писал в своей статье о некоем «церковном подлиннике», принадлежавшем московскому обществу истории и древностей российских, где под «11 числом мая» давались указания о том, как писать иконы Кирилла и Мефодия.
Через два года после этих торжеств увидел свет «Кирилло-Мефодиевский сборник», вышедший под редакцией М. П. Погодина, включавший публикацию значительного количества первоисточников, связанных с деятельностью Кирилла и Мефодия, в том числе древних служб славянским первоучителям. Также здесь были помещены статьи, в которых подчёркивался политический аспект кирилло-мефодиевских торжеств.
Первый болгарский Экзарх Анфим I, вопреки запрещению Константинопольской патриархии, 11 мая 1872 года совершил в болгарском храме Константинополя литургию, во время которой был торжественно прочитан акт о провозглашении Болгарской Церкви автокефальной. Официальный орган Святейшего Синода в своём обзоре Православного Востока за 1885 года писал: «В течение целого ряда годов не сходил со страниц нашей скромной летописи печальный факт разъединения между двумя единоверными народностями — греческой и болгарской, известный под именем греко-болгарской схизмы. <…> Наглядный пример такого увлечения племенными страстями представили в минувшем году православные греческие церкви (как в пределах Турции, так и в свободной Элладе), уклонившиеся от участия в праздновании тысячелетней годовщины памяти первоучителей славянства, святых Кирилла и Мефодия, торжественно отпразднованной 6 апреля православными славянскими церквами. Уклонились они под тем предлогом, что будто бы это празднование имело политический характер». В России тысячелетие преставления Мефодия 6 апреля 1885 года отмечалось, в частности, торжественным богослужением в Исаакиевском соборе Петербурга в Высочайшем присутствии.
Указом Святейшего синода в 1885 году память 11 мая была отнесена к средним праздникам со бдением. В 1901 году Синодом было определено совершать ежегодно в храмах при всех учебных заведениях духовного ведомства торжественное всенощное бдение накануне и литургию с последующим молебном Мефодию и Кириллу в самый день 11 мая, с освобождением учащихся от занятий. К 11 мая в церковных школах также приурочивался ежегодный выпускной акт.
Праздник в честь Кирилла и Мефодия — государственный праздник в России (с 1991 года), Болгарии, Чехии, Словакии и Северной Македонии. В России, Болгарии и Северной Македонии праздник отмечается 24 мая; в России и Болгарии он носит имя День славянской культуры и письменности, в Северной Македонии — День Святых Кирилла и Мефодия. В Чехии и Словакии праздник отмечается 5 июля.
Словацкий поэт Ян Голлы посвятил братьям большую поэму «Кирилло-Мефодиада» (1835). Жизнеописание Кирилла и Мефодия входит в «Хазарский словарь» Милорада Павича.
В Болгарии существует орден Кирилла и Мефодия. Также в Болгарии, ещё в коммунистический период, был установлен государственный праздник — День славянской письменности и культуры (совпадающий с днём церковного поминовения Кирилла и Мефодия), который широко отмечается и в настоящее время.
В середине июля 1869 года в вековом лесу за рекой Цемес прибывшими в Новороссийск чешскими переселенцами была основана деревня Мефодиевка, названная в честь святого Мефодия.

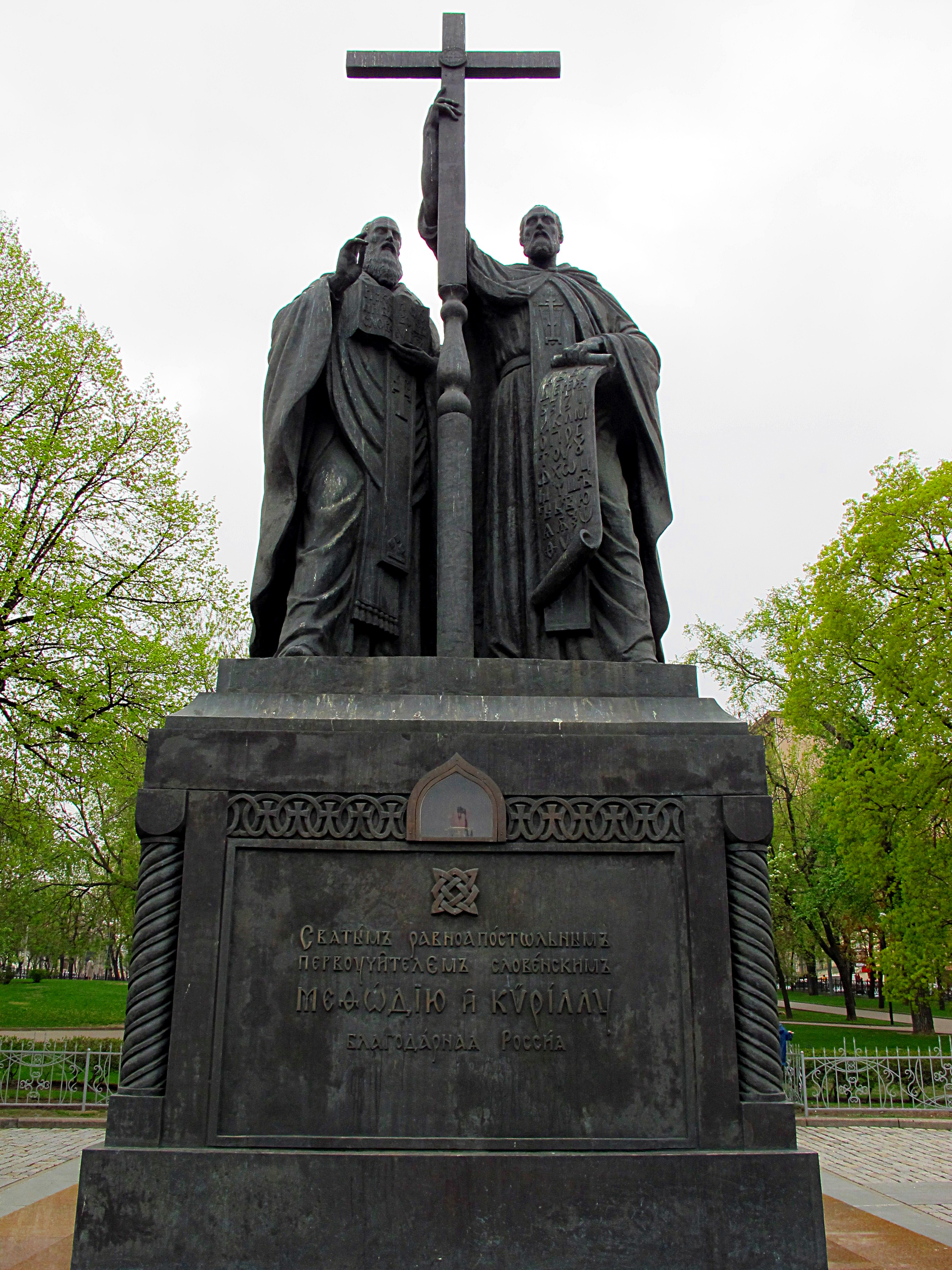
Памятник Кириллу и Мефодию на Славянской площади в Москве
Памятник Кириллу и Мефодию в Севастополе перед Петропавловским собором
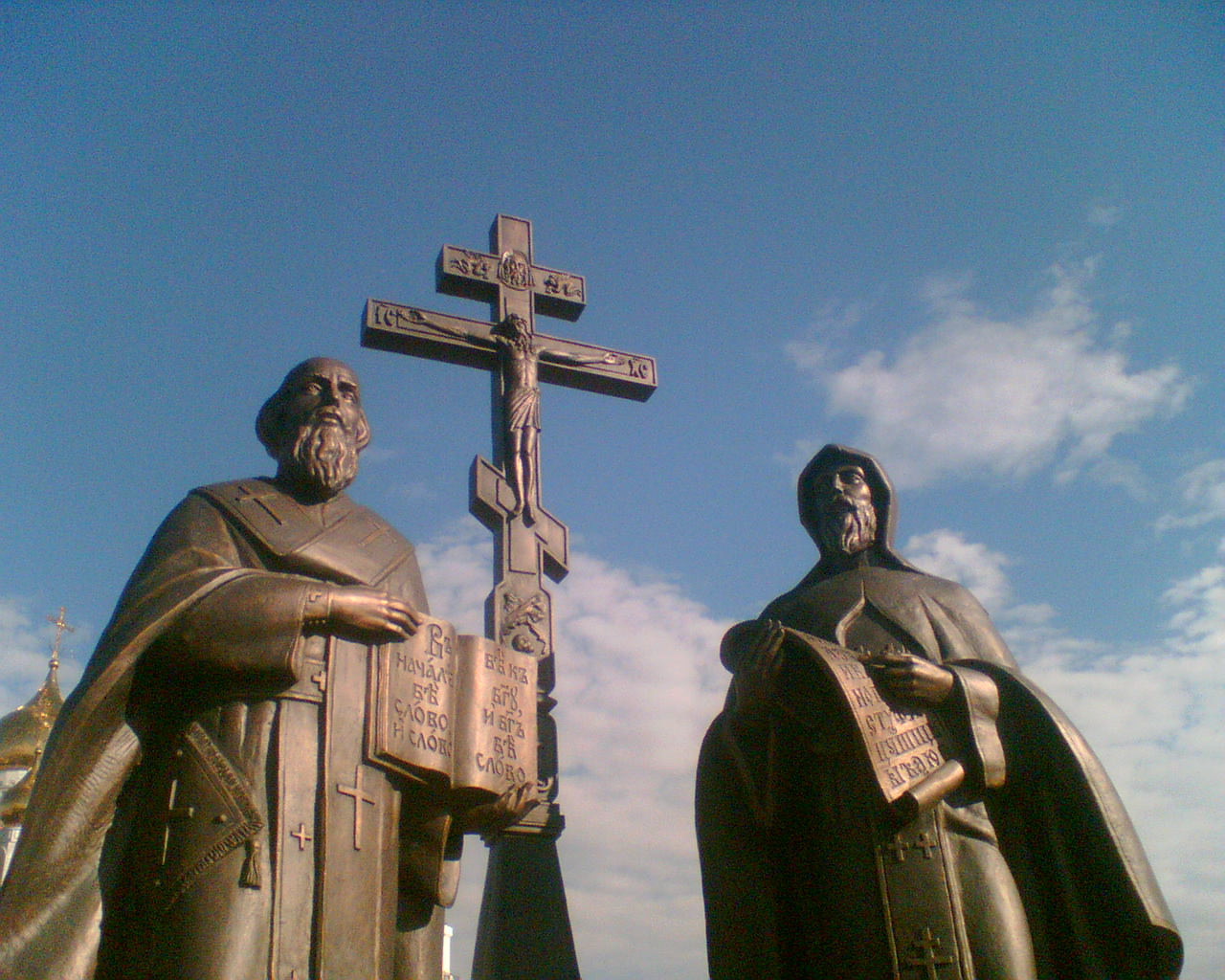
Памятник Кириллу и Мефодию в Ханты-Мансийске
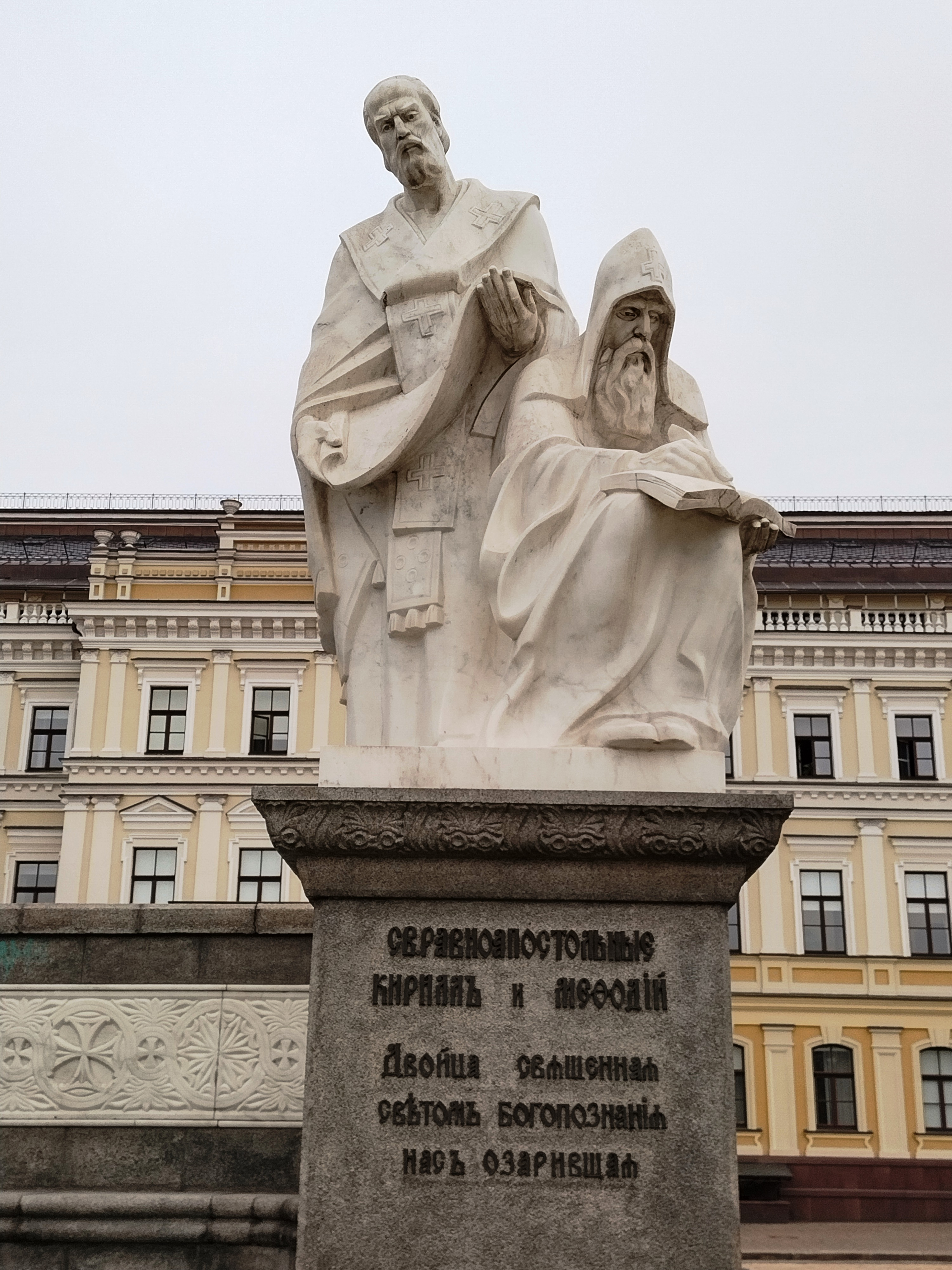
Памятник Кириллу и Мефодию в Киеве

## Образ в искусстве

### В литературе
- Слав Караславов, роман «Солунские братья» (1978—1979) (в переводе на русский язык выпущен под названием «Кирилл и Мефодий» (1987))

### В кино
- «Константин Философ» (1983)
- «Солунские братья» (1989)
- «Кирилл и Мефодий — Апостолы славян» (2013)
- «Гости из прошлого 2» (2022)